# Corynoneura bifurcata
Corynoneura bifurcata är en tvåvingeart som beskrevs av Jean-Jacques Kieffer 1921. Corynoneura bifurcata ingår i släktet Corynoneura och familjen fjädermyggor.
Artens utbredningsområde är Tjeckien. Inga underarter finns listade i Catalogue of Life.